# Турнир шампионки WTA
ВТА турнир шампионки је завршно првенство сезоне за тенисерке које се одржава од 2009. Турнир је сличан ВТА првенству, након којег се и игра. Учествује тенисерке које су тријумфовале на бар једном Међународном турниру, а нису играле на ВТА првенству. Турнир се игра само у појединачној конкуренцији. Тенисерка која освоји три Међународна турнира и ВТА турнир шампиона добити бонус од милион долара.
На првом издању турнира је уведен нови систем: 12 тенисерки је подељено у четири групе, у групној фази све тенисерке у групи играју међусобно, а победнице група у полуфиналима. Од 2010. учествује осам тенисерки и турнир почиње од четвртфинала. Организатор има права на две специјалне позивнице.
Турнир се од 2009. – 2012. игра у Балију, а од 2012. – 2014. ће се играти у Софији.

## Финала
| Град   | Година | Победница    | Финалисткиња          | Резултат      |
| ------ | ------ | ------------ | --------------------- | ------------- |
| Бали   | 2009   | Араван Резај | Марион Бартоли        | 7–5, предаја  |
| Бали   | 2010   | Ана Ивановић | Алиса Клејбанова      | 6–2, 7–6(5)   |
| Бали   | 2011   | Ана Ивановић | Анабел Медина Гаригес | 6–3, 6–0      |
| Софија | 2012   | Нађа Петрова | Каролина Возњацки     | 6-2, 6-1      |
| Софија | 2013   | Симона Халеп | Саманта Стосур        | 2-6, 6-2, 6-2 |
| Софија | 2014   |              |                       |               |